# Лайонел Гуць
Лайонел Гуць (англ. Lionel Hutz) — один з вигаданих персонажів мультсеріалу Сімпсони. Лайонел — невдалий та некомпетентний адвокат у м. Спрингфілд. Крім адвокатури, у якій він погано розбирається і де він майже ніколи не виграє справ він також виконує інші різні роботи та досить часто живе у злиднях.

## Особливості персонажу
Лайонел Гуць є уособленням некомпетентного адвоката, який попри свою безпорадність постійно представляє Сімпсонів у різних справах у суді. Майже нічого невідомо про минуле Гуця, в історії його життя повно різних протиріч і розбіжностей. Він зокрема стверджує, що закінчив юридичний факультет в університеті в якому вже нема таких факультетів. Його юридична контора розташована в універмазі під назвою «Невже це дійсно юридична контора!», він також пропонує послуги шевця у тому ж офісі, бо клієнтів у нього мало. У інших епізодах його контора опиняється у телефонній будці. Крім некомпетентності Лайонел має ще декілька інших вад: так він часто бреше не тільки клієнтам, але й судді, займається підтасовкою, знищенням і підробкою документів. Хоча Лайонел майже завжди представляє Сімпсонів у суді, він майже ніколи не виграє справ, але його завжди наймають через дешевизну його послуг.
Через власну некомпетентність Лайонел дуже часто живе в злиднях. Він також мусить працювати на декількох інших роботах — доглядає за дітьми, працює рієлтором, де завжди бреше та обманює клієнтів. Крім професійних проблем у нього також є декілька персональних вад — у нього немає власної домівки та сім'ї, він також часто риється у смітниках у пошуках їжі. У Лайонела досить цікаве минуле — він був одружений з Сельмою Був'є та в одному з епізодів з'ясовується, що йому 43 роки та що він колишній алкоголік.

## Озвучення
У англійській версії серіалу у декількох перших сезонах роль Лайонела Гуця озвучував американський актор Філ Гартман. Однак після смерті актора у 1998 році заміну голосу не знайшли та після цього персонаж Лайонела почав з'являтися дедалі рідше і з ним використовували записи голосу актора з попередніх епізодів. Останній раз Лайонел Гуць мав звукову роль у 9 сезоні серіалу, у серії «Кусюче Маклерство». Коли пізніше Сімпсони опинялися у суді там їх представляли вже інші адвокати. Персонаж Лайонела Гуця ще досі з'являється у коміксах Сімпсонів, оскільки там звуковий актор не потрібен.